# Шепер-Хьюз, Нэнси
Нэнси Шепер-Хьюз (Nancy Scheper-Hughes; род. 1944, Нью-Йорк, Нью-Йорк) — американский медицинский антрополог. Доктор философии (1976), эмерит-профессор Калифорнийского университета в Беркли. Лауреат J. I. Staley Prize (2000). Также отмечена Margaret Mead Award (1981).
Родилась в семье чешских эмигрантов, выросла в Бруклине. В 1962—1964 годах училась в Куинз-колледже. В 1964—1966 годах - в Корпусе мира.
Окончила Калифорнийский университет в Беркли (бакалавр общественных наук, 1970). Училась у Hortense Powdermaker. Там же получила степень доктора философии по антропологии. В 1979—1980 году постдок в Гарварде. В 1976-1979 годах ассистент-профессор Южного методистского университета. В 1979-1982 годах ассоциированный профессор Университета Северной Каролины в Чапел-Хилл. С 1982 года профессор Калифорнийского университета в Беркли. С 1999 года занимается правозащитной деятельностью и научными исследованиями в области глобальной торговли человеческими органами, является соучредителем и директором неправительственной организации «Organs Watch».
За свою первую книгу Saints, Scholars and Schizophrenics: Mental Illness in Rural Ireland (California, 1979) получила Margaret Mead Award. Автор Death Without Weeping: The Violence of Everyday Life in Brazil (University of California Press, 1992), за которую удостоилась J. I. Staley Prize, а также Wellcome Medal for Anthropology и Bryce Wood Book Award (обоими — 1994) и Eileen Basker Memorial Prize (1992). Также автор книги Small Wars (1998).